# Katolička crkva Uznesenja Blažene Djevice Marije u Nevesinju
Katolička crkva Uznesenja Blažene Djevice Marije u Nevesinju smještena je na sjevernoj periferiji Nevesinja, Bosna i Hercegovina. U vlasništvu je Rimokatoličkog župnog ureda u Nevesinju, Mostarsko-duvanjska biskupija. Proglašena je nacionalnim spomenikom BiH.

## Povijest
S obzirom na veliki broj doseljenika nakon austro-ugarske okupacije, na području Trebinjsko-mrkanske biskupije bio je znatan broj vjernika – katolika. Župu Uznesenja Blažene Djevice Marije u Nevesinju osnovali su franjevci 1899. godine, za vrijeme biskupa Buconjića i župnika don Marijana Kelave, kada je i sagrađen župni stan. S izgradnjom župnih objekata don Marijan počeo je odmah po prispijeću u Nevesinje. Godine 1899. je uz pomoć svojih župljana sagradio prostranu župnu kuću da bi se mogla podizati župa iz samog mjesta. Pogodnu lokaciju za gradnju crkve našlo se i dobilo na lijepom mjestu, uzvišici zvanom Megdan, neposredno uz župnu kuću. Uz župnu kuću poslije je podignut samostan časnih sestara franjevki. Gradnju crkve mnogo je pomogao bogati katolički trgovac albanskog podrijetla Gašpar Precca, oženjen Hrvaticom Ankom, rođ. Zelenika, otac poznatog političara Nikole. Građena je po projektu glasovitog arhitekta Maximiliana Maxa Davida, koji je projektirao, između ostalih i Biskupski dvor u Mostaru, crkvu Uznesenja Marijina u Širokom Brijegu itd. Nacrte po kojima je crkva građena arhitekt David je uradio još u prosincu 1897., dvije godine prije utemeljenja župe. Gradnja crkve započeta je 1901., a završena je 1903. godine. Izgradnja crkve može se nazvati životnim djelom don Marijana Kelave.
Za vrijeme Drugog svjetskog rata crkva je oštećena, a nakon njega pretvorena u skladište. Obnovljena je od 1958. do 1973. godine. Župna crkva Uznesenja Blažene Djevice Marije u Nevesinju je minirana i srušena 1992. godine. Dotad je punih 90 godina stajala krasila svojim izgledom i bijelim kamenom gotovo samo središte Nevesinja, zvonom sa svoga zvonika oplemenjujući cijeli kraj. Istodobno je predstavljala i identitet nevesinjskih Hrvata katolika u zavičaju i one velike nevesinjske hrvatske katoličke dijaspore. Na Veliku Gospu 2007. godine mostarsko-duvanjski biskup dr. Ratko Perić postavio je kamen temeljac za gradnju nove crkve, i to u onom obliku kakva je bila prije rušenja. Crkva je u potpunosti obnovljena.
Poslije rata u BiH obnovljena je župna kuća. Uz nju je na bivšem pomoćnom gospodarskom objektu, izgrađena kapelica, oratorij u čast obraćenja sv. Pavla, apostola naroda. U oratoriju se do završetka obnove župne crkve služe Misna slavlja.

## Opis
Prema konceptu prostorne organizacije crkva pripada tipu jednobrodnih crkava pravokutnog tlocrta s polukružnom oltarnom apsidom i zvonikom “prislonjenim” uz pročelje crkve. U arhitektonskom oblikovanju prisutni su elementi neoromanike. Crkva ima pravokutnu osnovu dimenzija 11,80 x 25,65 m, odnosno 15,80 x 28,75 m mjereno s bočnim kapelama i prislonjenim zvonikom. Zasvedena apsida je izvedena kao polukružna (dio apside koji se prostorno izdvaja iz objekta crkve). Visina objekta, mjerena od razine terena do krovnog vijenca, iznosi oko 11,00 m, a apside oko 8,90 m.
Orijentirana je u pravcu istok-zapad, s manjim otklonom prema sjeveru. Ovu crkvu izdvajaju iz mase ostalih naših crkava po dvije bočne kapele sa sjeverne i južne strane crkvene lađe. Crkvena lađa pokrivena je krovom na dvije vode od ravnog lima. Bočne kapele su dva metra izvučene iz ravni objekta crkve, pravokutne su osnove, dimenzija 4,20 x 2,00 m, iznutra zasvođene, a s vanjske strane imaju krov na jednu vodu. Ulaz u crkvu je uzdignut za pet stuba. I prva i nova crkva građene su od istog materijala i po istom projektu. Materijal je iznimno pravilno tesani kamen cementnim fugama. Zidovi su završeni jednostavno profiliranim vijencem. Na zapadnoj strani crkve, je oltarna apsida, sjeverno uz nju sakristija, dok je s južne strane krstionica. Po jedan je pravokutni prozorski otvor na prostoru sakristije i krstionice. Na bočnim fasadama crkve su prozori postavljeni u jednom vodoravnom pojasu. Na sjevernoj i južnoj fasadi crkve su po tri lučno završena prozora. Prozorski otvori na zapadnoj fasadi crkve izvedeni su na različitim visinama. Tri lučno završena prozora na prostoru apside u jednoj su vodoravnoj razini. Na zabatnom zidu objekta crkve je rozeta. Sve prozore s vanjske strane uokviruju kameni doprozornici bez profilacija.
Zvonik je visok 20 metara. Konstrukcija mu je oslonjena na četiri masivna stupa, od kojih su dva utopljena u debljinu zida. Zvonik je na istočnom pročelju i građen je također od pravilno tesanog kamena s fugama od cementne žbuke. Završetci čeličnih zatega postavljeni su na kutovima zvonika i bili su izvedeni u obliku stiliziranog cvjetnog križa. Crkveni zvonik-toranj natkriven je četverovodnim krovom. Pokrov krova je od ravnog lima. Zvonik je podijeljen u četiri razine. U prvoj su izvedena tri polukružno završena otvora širine 180 cm na ulaznoj fasadi, odnosno 100 cm na bočnim fasadama. Na drugoj razini ulazne fasade zvonika je rozeta uokvirena kamenim dovratnikom. Trifore bez dovratnika s prozorskom klupicom rese bočne fasade zvonika. Niz lučnih slijepih arkada izveden je na ulaznoj fasadi je ispod kamenog vijenca. Treća razina ima samo jedan prozorski otvor i to na ulaznoj fasadi, iznad kojega je mjesto za sat u kvadratnom polju. Po jedna bifora resi svaku od četiri fasade zvonika na četvrtoj razini. Niz lučnih slijepih arkada izveden je ispod završnog, krovnog vijenca zvonika.
U crkvu se pristupa s istočne strane, prolazom zasvedenim križastim svodom kroz prizemlje zvonika, vrata su dvokrilna. Ulazni zid je istočni zid i podijeljen je na tri razine jednostavno profiliranim kamenim vijencima. Na prvoj razini je po jedan bočni ulaz u crkvu, lijevo i desno od ulaznog portala. Ulazi su lučno završeni, bez dovratnika. Na drugoj su razini lučno završene trifore, lijevo i desno od ulaznog portala. Treća razina je završena je stubasto, Kutovi crkve, na čijim su vrhovima postavljeni križevi, izvedeni su kao stupovi i naglašeni blagim izvlačenjem iz ravni zida. Na ulaznoj fasadi vidljiv su istočni zidovi bočnih oltara, i završeni su stepenasto.
Unutarnji prostor crkve je dimenzija 20,0 x 10,0 m i longitudinalan. Prostor oltarne apside je povišen u odnosu na prostor crkvenog broda za tri stube (45 cm). Nakon gradnje sve unutarnje zidne površine crkve su, ožbukane i "ukusno ovapnjene".

## Vanjske poveznice
- Župa Nevesinje
- Crkva na kamenu Slika: Nevesinje župna crkva u gradnji, 24. veljače 2017.
- Župa Uznesenja BDM, Nevesinje don Ante Luburić: Pomozimo dovršenje župne crkve!, 3. srpnja 2010.